# 大自然 (科技公司)
大自然（老三板：400001，简称：大自然5），大陆证券市场三板上市公司。全称為杭州大自然光电科技股份有限公司。

## 历史
该公司是经浙江省股份制试点工作协调小组浙股募(1992)1号文批准，杭州大自然音像公司、杭州磁带厂、浙江文艺音像出版社共同发起，以定向募集方式设立的股份有限公司。1993年4月公司在STAQ系统（即全国证券交易自动报价系统）挂牌流通。1999年11月从STAQ系统撤牌。2001年7月，由申银万国证券作主办券商转为三板上市。
受三板机制影响，公司曾多次申请转为主板股票未果。

## 主营业务
主营业务为光盘类制品及有机酯类产品。